# Журавльовське
Журавльо́вське (рос. Журавлёвское) — село у складі Омутинського району Тюменської області, Росія.
Населення — 372 особи (2010, 383 у 2002).
Національний склад станом на 2002 рік:
- росіяни — 81 %